# Søllerød Gold Diggers 2016
Questa voce raccoglie le informazioni riguardanti i Søllerød Gold Diggers nelle competizioni ufficiali della stagione 2016.

## Prima squadra

### Nationalligaen 2016

#### Stagione regolare
| Nærum 9 aprile 2016, ore 14:00 1ª giornata | Søllerød Gold Diggers | 34 – 0 (10-0 7-0 10-0 7-0) referto | Amager Demons | Rundforbi Stadion |

| Herlev 24 aprile 2016, ore 14:00 3ª giornata | Herlev Rebels | 12 – 41 (0-21 6-14 0-6 6-0) referto | Søllerød Gold Diggers | Kildegårdsskolen |

| Nærum 30 aprile 2016, ore 14:00 4ª giornata | Søllerød Gold Diggers | 48 – 0 (13-0 14-0 6-0 15-0) referto | Horsens Stallions | Rundforbi Stadion |

| Nærum 14 maggio 2016, ore 14:00 6ª giornata | Søllerød Gold Diggers | 7 – 23 (0-6 0-10 0-7 7-0) referto | Triangle Razorbacks | Rundforbi Stadion |

| Nærum 28 maggio 2016, ore 14:00 8ª giornata | Søllerød Gold Diggers | 13 – 14 referto | Copenhagen Towers | Rundforbi Stadion |

| Aalborg 11 giugno 2016, ore 14:00 10ª giornata | AaB 89ers | 20 – 40 referto | Søllerød Gold Diggers | Aab´s anlæg |

| Nærum 25 giugno 2016, ore 14:00 12ª giornata | Søllerød Gold Diggers | 34 – 21 referto | Aarhus Tigers | Rundforbi Stadion |

| Kastrup 14 agosto 2016, ore 14:00 13ª giornata | Amager Demons | 13 – 44 referto | Søllerød Gold Diggers | Bag Amagerhallen |

| Gentofte 26 agosto 2016, ore 19:00 15ª giornata | Copenhagen Towers | 11 – 6 referto | Søllerød Gold Diggers | Gentofte Sportspark |

| Vejle 10 settembre 2016, ore 19:00 17ª giornata | Triangle Razorbacks | 35 – 13 referto | Søllerød Gold Diggers | Vejle Atletikstadion |

#### Playoff
| 17 settembre 2016, ore 16:00 Wild Card | Søllerød Gold Diggers | 27 – 26 | Aarhus Tigers |  |

| 23 settembre 2016, ore 20:30 Semifinale | Triangle Razorbacks | 35 – 28 | Søllerød Gold Diggers |  |

### Statistiche di squadra
| Competizione      | %Vittorie | In casa | In casa | In casa | In casa | In casa | In casa | In trasferta | In trasferta | In trasferta | In trasferta | In trasferta | In trasferta | Totale | Totale | Totale | Totale | Totale | Totale |
| Competizione      | %Vittorie | G       | V       | N       | P       | Pf      | Ps      | G            | V            | N            | P            | Pf           | Ps           | G      | V      | N      | P      | Pf     | Ps     |
| ----------------- | --------- | ------- | ------- | ------- | ------- | ------- | ------- | ------------ | ------------ | ------------ | ------------ | ------------ | ------------ | ------ | ------ | ------ | ------ | ------ | ------ |
| Stagione regolare | .600      | 5       | 3       | 0       | 2       | 136     | 58      | 5            | 3            | 0            | 2            | 144          | 91           | 10     | 6      | 0      | 4      | 280    | 149    |
| Playoff           | .500      | 1       | 1       | 0       | 0       | 27      | 26      | 1            | 0            | 0            | 1            | 28           | 35           | 2      | 1      | 0      | 1      | 55     | 61     |
| Totale            | .583      | 6       | 4       | 0       | 2       | 163     | 84      | 6            | 4            | 0            | 2            | 172          | 126          | 12     | 7      | 0      | 5      | 335    | 210    |

## Seconda squadra (Under-21)

### 2. division 2016

#### Stagione regolare
| Copenaghen 17 aprile 2016, ore 14:00 2ª giornata | Ørestaden Spartans | 12 – 0 referto | Søllerød Gold Diggers U21 | Boldfælleden |

| Nærum 23 aprile 2016, ore 14:00 3ª giornata | Søllerød Gold Diggers U21 | 0 – 28 referto | Frederikssund Oaks | Rundforbi Stadion |

| Nærum 7 maggio 2016, ore 14:00 5ª giornata | Søllerød Gold Diggers U21 | 48 – 0 referto | Sønderborg Sergeants | Rundforbi Stadion |

| Nærum 22 maggio 2016, ore 14:00 7ª giornata | Søllerød Gold Diggers U21 | 27 – 28 referto | Ørestaden Spartans | Rundforbi Stadion |

| Nærum 29 maggio 2016, ore 10:00 8ª giornata | Søllerød Gold Diggers U21 | 40 – 28 referto | Kronborg Knights | Rundforbi Stadion |

| Herning 4 giugno 2016, ore 14:00 9ª giornata | Herning Hawks | 19 – 22 referto | Søllerød Gold Diggers U21 | Herning Atletikstadion |

| Helsingør 26 giugno 2016, ore 14:00 12ª giornata | Kronborg Knights | 32 – 0 referto | Søllerød Gold Diggers U21 | Knights Stadion |

| Frederikssund 21 agosto 2016, ore 14:00 14ª giornata | Frederikssund Oaks | 42 – 6 referto | Søllerød Gold Diggers U21 | Ådalens Skole |

| Holbæk 28 agosto 2016, ore 19:00 15ª giornata | Holbæk Red Devils | 0 – 50 (a tavolino) referto | Søllerød Gold Diggers U21 | Arena Holbæk |

| Nærum 3 settembre 2016, ore 14:00 16ª giornata | Søllerød Gold Diggers U21 | 50 – 0 (a tavolino) referto | Herning Hawks | Rundforbi Stadion |

### Statistiche di squadra
| Competizione      | %Vittorie | In casa | In casa | In casa | In casa | In casa | In casa | In trasferta | In trasferta | In trasferta | In trasferta | In trasferta | In trasferta | Totale | Totale | Totale | Totale | Totale | Totale |
| Competizione      | %Vittorie | G       | V       | N       | P       | Pf      | Ps      | G            | V            | N            | P            | Pf           | Ps           | G      | V      | N      | P      | Pf     | Ps     |
| ----------------- | --------- | ------- | ------- | ------- | ------- | ------- | ------- | ------------ | ------------ | ------------ | ------------ | ------------ | ------------ | ------ | ------ | ------ | ------ | ------ | ------ |
| Stagione regolare | .500      | 5       | 3       | 0       | 2       | 165     | 84      | 5            | 2            | 0            | 3            | 78           | 105          | 10     | 5      | 0      | 5      | 243    | 189    |
| Totale            | .500      | 5       | 3       | 0       | 2       | 165     | 84      | 5            | 2            | 0            | 3            | 78           | 105          | 10     | 5      | 0      | 5      | 243    | 189    |